# Joseph-Émery Robidoux
Pour les articles homonymes, voir Robidoux.
Joseph-Émery Robidoux (10 mars 1843, Saint-Philippe-de-Laprairie, Canada-Est, Province du Canada - 15 mars 1929, Montréal, Québec, Canada), est un avocat, juge et homme politique québécois.  

## Origine et formation
Fils de Toussaint Robidoux et de Marguerite Demers, Joseph-Émery Robidoux entame d'abord des études au Collège de Montréal, puis au Collège Sainte-Marie et décide par la suite de s'orienter dans l'étude du droit à l'Université McGill. Robidoux fait par la suite son stage de clerc auprès des Maîtres Abbott et Dorman et est subséquemment accepté au Barreau du Bas-Canada en 1866. 

## Carrière professionnelle
Joseph-Émery Robidoux entame par la suite sa pratique du droit, et est notamment associé à Thomas Fortin, Amédée Geoffrion et Cuthbert-Alphonse Chênevert. Robidoux est Docteur en droit civil depuis 1887. 
Il retourne éventuellement à son alma mater, l'Université McGill, et y enseigne le droit civil de 1877 à 1890, puis devient professeur émérite de cette même institution de 1890 à 1928,. À la suite de son départ en 1890, c'est son associé Thomas Fortin qui le remplace à McGill. En parallèle à sa vie professionnelle d'avocat, il est aussi membre de la Commission d'enquête sur l'administration de la justice à Montréal en 1878 et de la Commission d'enquête sur le palais législatif en 1884. Le Fonds Commission d'enquête sur l'administration du Palais de justice de Montréal : Commission Robidoux est disponible à la Bibliothèque et Archives nationales du Québec.
Joseph-Émery Robidoux est membre du Conseil du Barreau de 1877 à 1881, puis en 1889 et en 1890, et est également Syndic du Barreau de Montréal de 1881 à 1885,.
Robidoux entame une carrière politique en 1882, ce qui ne l'empêche pas de devenir un important actionnaire de la « Beauharnois Junction Railway Company » le 22 avril 1887. En 1892, à la suite d'une défaite électorale, il retourne à sa pratique du droit jusqu'à devenir bâtonnier du Barreau de Montréal de 1895 à 1897. Par la suite, il est élu président de l'Association du Barreau canadien en 1896 et bâtonnier général de la province de Québec pour le bâtonnat de 1896-1897,. S'ensuit un retour en politique qui dura de 1897 à 1900.
Au cours de sa carrière d'avocat, Robidoux a notamment été un membre important de la firme légale Préfontaine, Robidoux & Co. 

## Carrière politique
Le début de la carrière politique de Joseph-Émery Robidoux, qui s'entame chez le Parti libéral du Canada, se solde par une défaite lorsqu'il est battu par Alfred Pinsonneault, du Parti conservateur, dans la circonscription de Laprairie lors des élections fédérales canadiennes de 1882. Il « répond à l'appel des libéraux [provinciaux] de Châteauguay » en 1884 et se présente pour le parti libéral du Québec lors d'une élection partielle tenu le 26 mars dans la circonscription de Châteauguay, élection qu'il remportera,. Il est réélu lors des élections générales québécoises de 1886, et à nouveau réélu lors des élections de 1890, lorsque les libéraux menés par Honoré Mercier ont pris le pouvoir. 
Le député de Châteauguay est par la suite élevé au Conseil exécutif du Québec. Il est d'abord nommé à la tête du Secrétariat provincial du Québec sous le Gouvernement Honoré Mercier du 9 juin au 22 août 1890, et est également le registraire de la province de Québec,. Par la suite, il occupe le poste de Procureur général du Québec du 22 août 1890 au 21 décembre 1891,. 
Il est défait lors des élections de 1892, mais se fait élire sans opposition lors d'une élection partielle tenue le 12 juin 1897 pour rejoindre l'équipe libérale de Félix-Gabriel Marchand, devenu le 11e premier ministre du Québec,. Pendant le Gouvernement Félix-Gabriel Marchand, il retrouve son poste de Secrétaire de la province de Québec du 26 mai 1897 au 3 octobre 1900,.

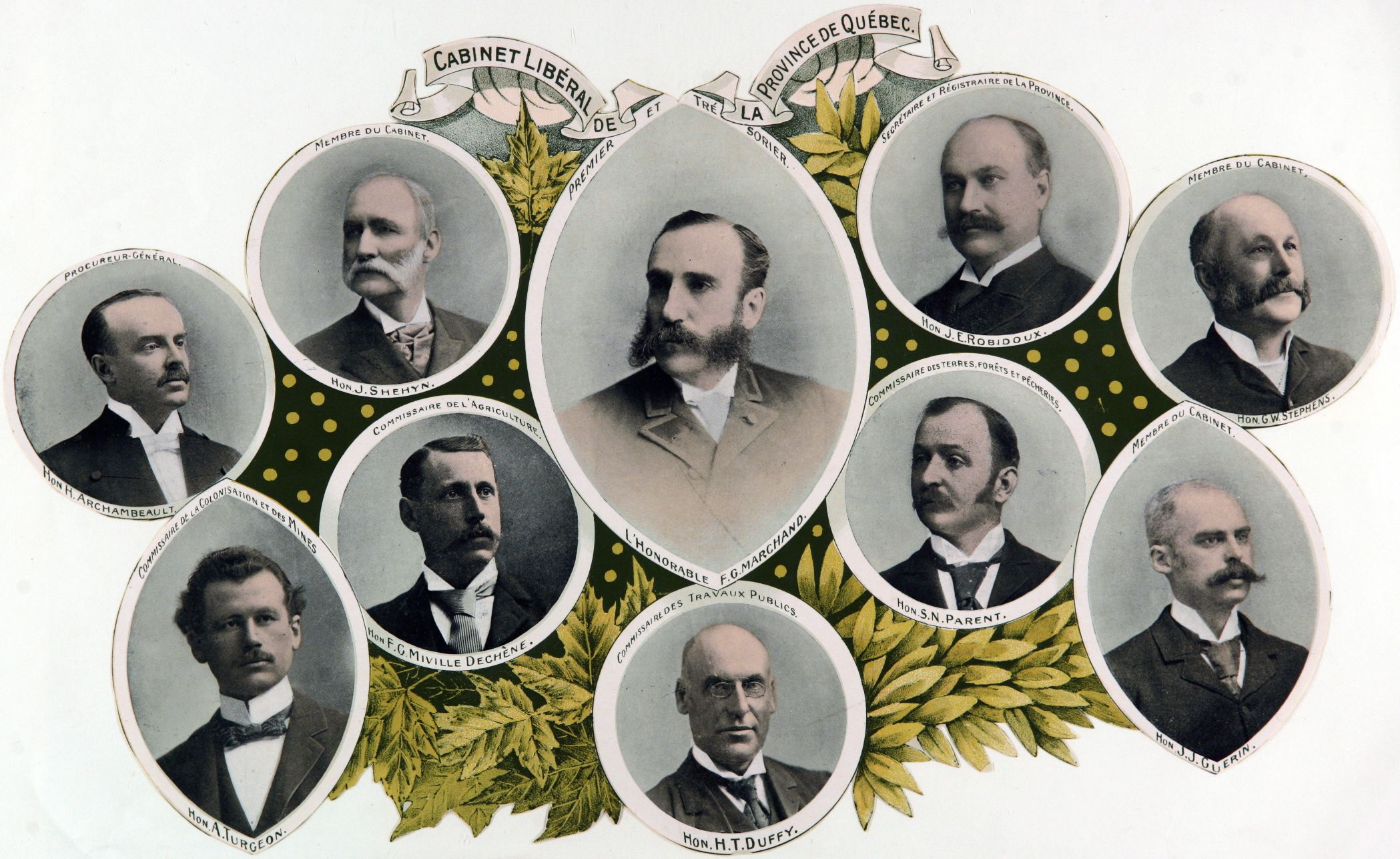
Mosaïque des membres du Cabinet libéral de la Province de Québec - 1897.

## Haute magistrature
Le 8 octobre 1900, Joseph-Émery Robidoux  délaisse son siège de député de Châteauguay lorsqu'il est nommé juge à la Cour supérieure du district de Trois-Rivières, puis juge dans le district de Montréal le 28 janvier 1901 et enfin juge dans le district de Terrebonne le 13 novembre 1906. 
Robidoux prend officiellement sa retraite le 12 novembre 1916,.

## Vie privée et décès
Joseph-Émery Robidoux épouse Mary Sophie Sancer le 18 mai 1869 dans la paroisse Notre-Dame, à Montréal, mais celle-ci meurt subitement le 30 juin 1876. En secondes noces, il épouse la sœur de sa défunte épouse, Clara Sancer, le 22 juin 1878 au sein de la même paroisse.
Au cours de sa vie, Robidoux a été membre du Conseil de l'instruction publique de la province de Québec, vice-président de l'Alliance française de Montréal en 1902, puis président de cette même institution de 1903 à 1910,. Il a été Officier de l'Instruction publique de France et est créé chevalier de la Légion d'honneur de France en 1908,. Il est aussi membre honoraire du comité de Montréal pour la célébration du tricentenaire de Québec en 1908, président de la Société des diplômés de McGill, vice-président du Montreal Jockey Club, membre honoraire de Canada Auto et de Horse Show, et enfin membre du Mount Royal Club, du St. James Club et de l'Union Club,.
Joseph-Émery Robidoux était domicilié au 679, rue University, à Montréal. Le canton Robidoux, en Gaspésie, lui est dédié.
Joseph-Émery Robidoux est décédé le 15 mars 1929 à Montréal, cinq jours après son quatre-vingt-sixième anniversaire. Il est inhumé le 18 mars suivant au Cimetière Notre-Dame-des-Neiges de Montréal.

## Hommages et distinctions

### Titre honorifique
- Conseiller de la reine

### Titre de civilité
- Monsieur le bâtonnier[6]

## Galerie

Joseph-Émery Robidoux
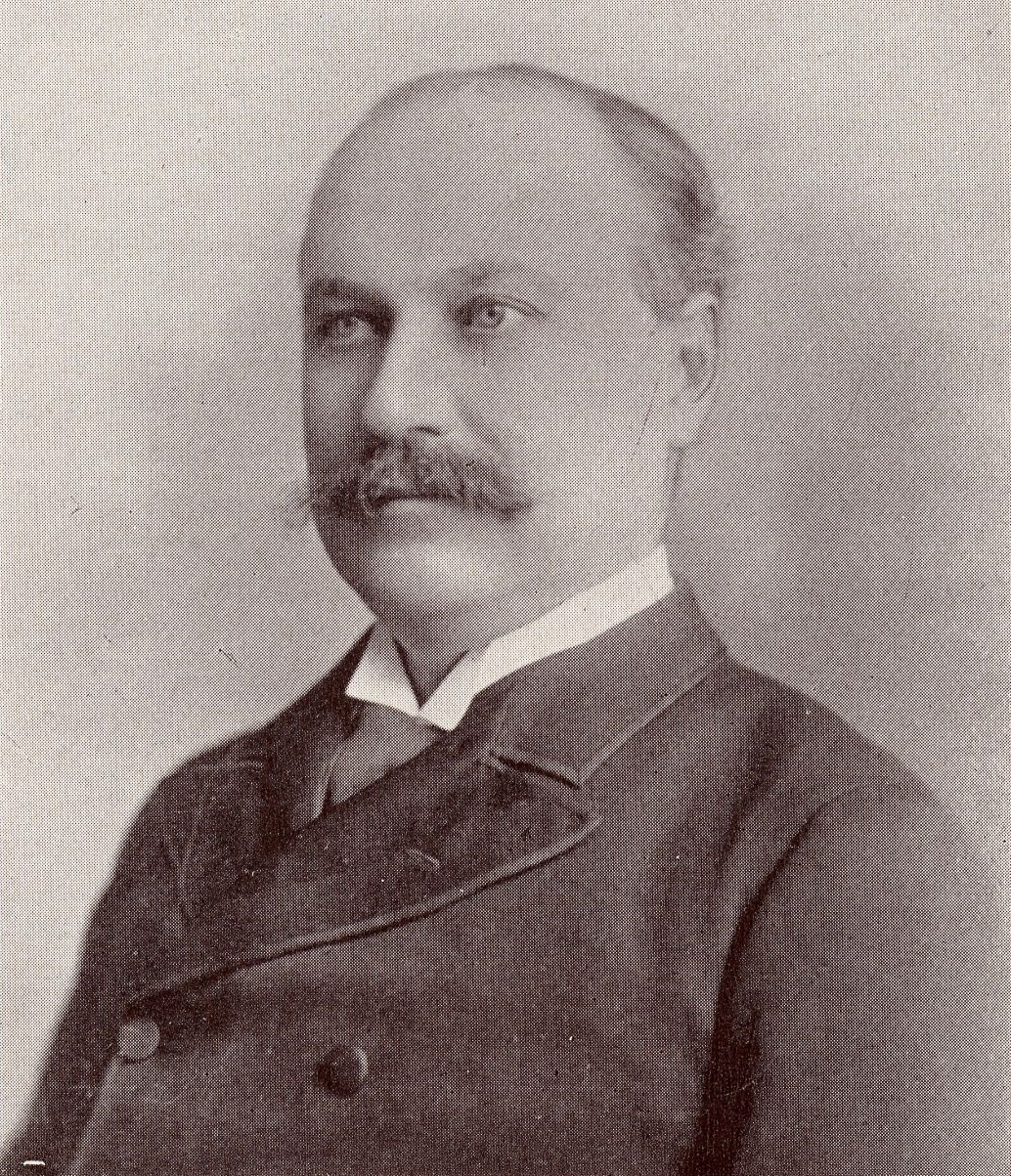
1892
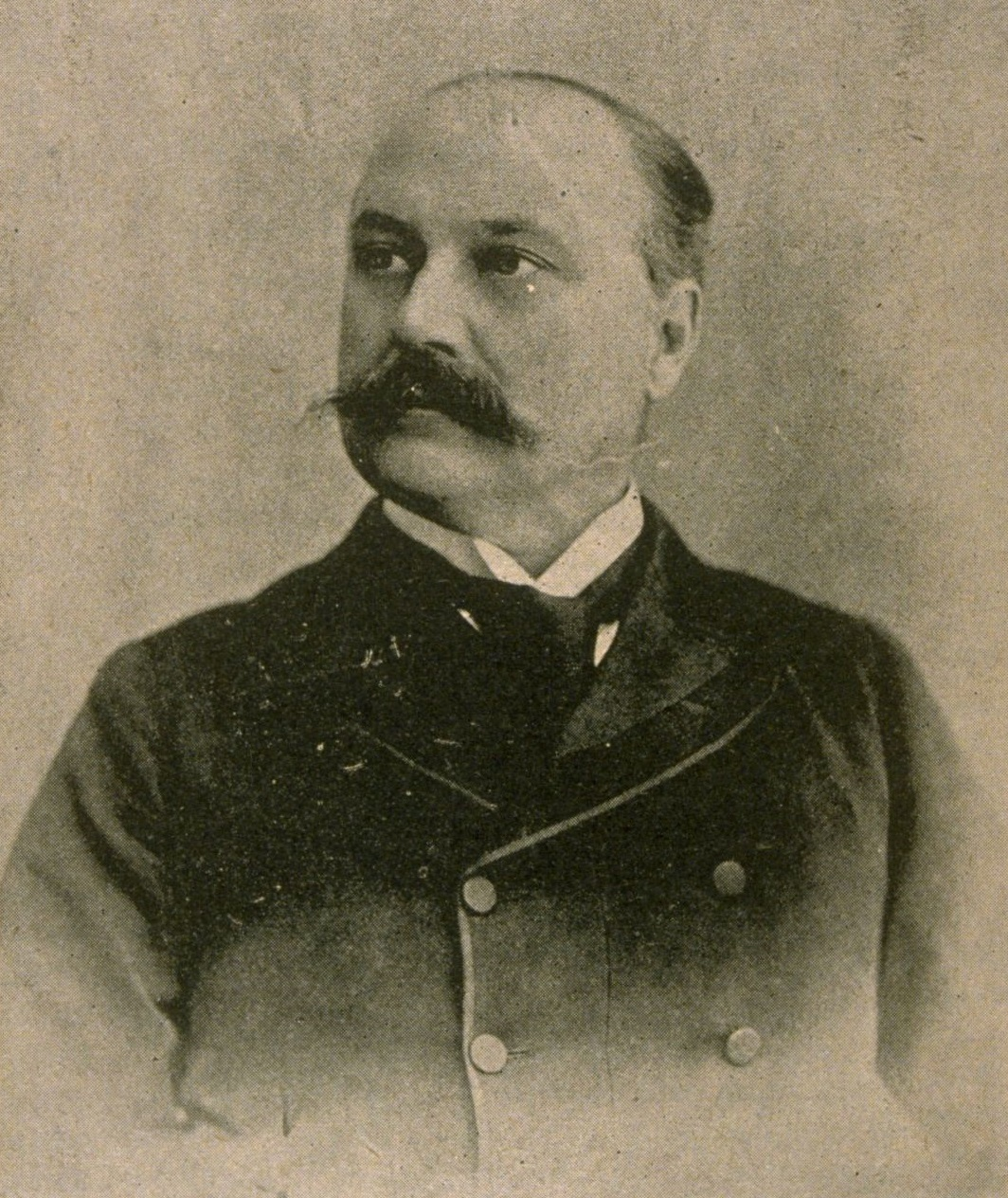
1895
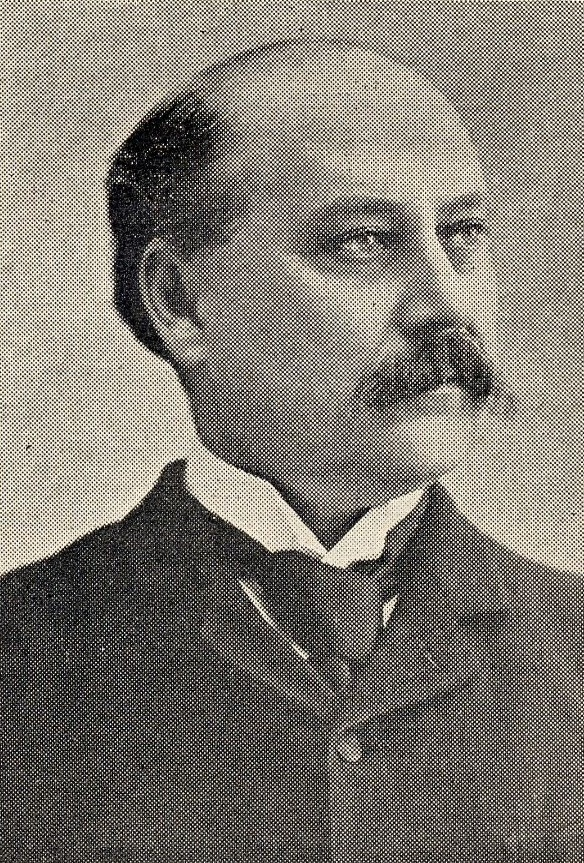
1897
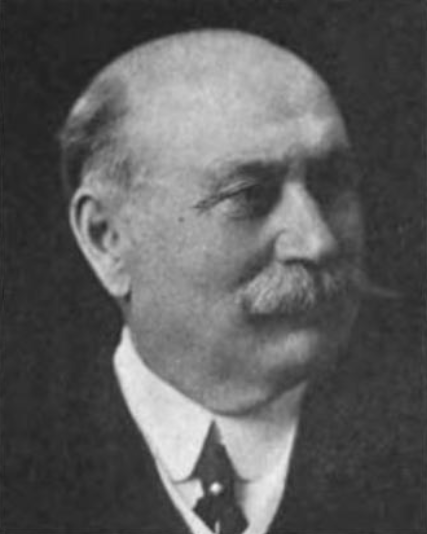
ca. 1914
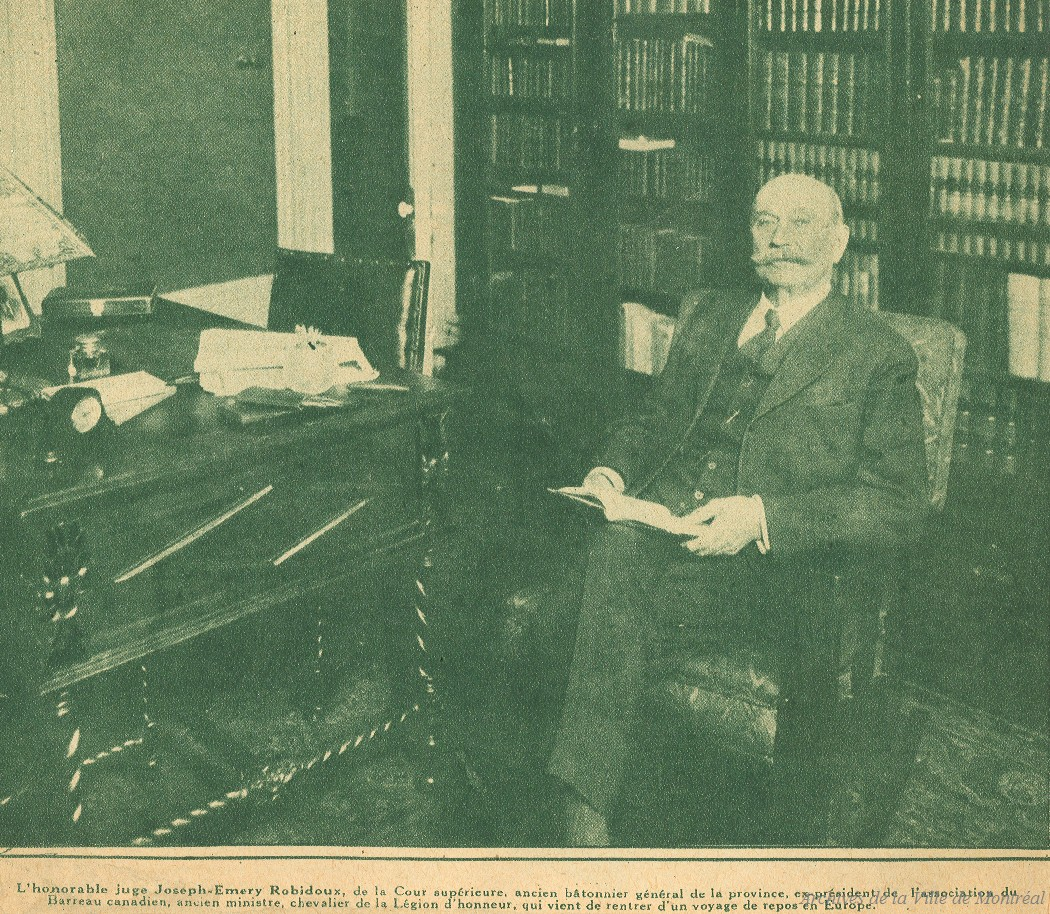
ca. 1920

## Ouvrage
- Joseph-Émery Robidoux, À l'Honorable Luc Letellier de St. Just, Lieutenant-Gouverneur de la Province de Québec. - Rapport de J.E. Robidoux, Ecr, Québec, 1879, 24 pages.

#### Droit
- Avocat, Juriste
- Droit au Québec, Droit civil
- Histoire du droit au Québec, XIXe siècle en droit au Québec, XXe siècle en droit au Québec
- Système judiciaire du Québec, Loi du Québec
- Barreau du Québec, Bâtonnier du Québec
- Barreau de Montréal, Districts judiciaires du Québec
- Code civil du Bas-Canada, Code criminel du Canada